# Burghaus Classen

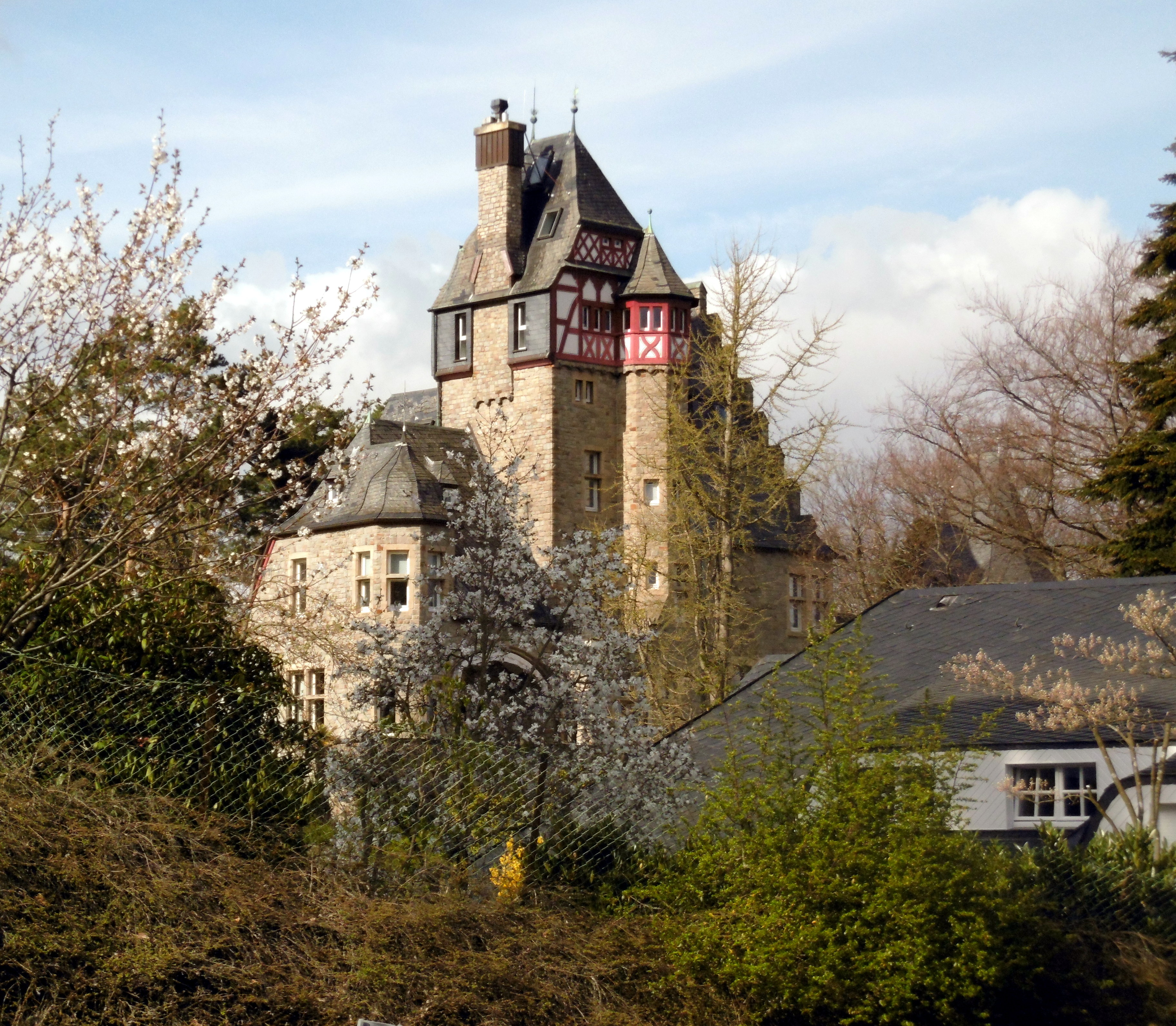
Burghaus Classen / Haus Ficht, Aachen

Das Burghaus Classen (auch als Haus Ficht bezeichnet) ist ein großbürgerliches Wohnhaus in Aachen, Fichthang 20.
Die asymmetrische Anlage auf unregelmäßigem Grundriss wurde von 1899 bis 1900 nach Entwurf des Architekten Friedrich Pützer in einem ehemals großzügigen Waldpark für den Tuchfabrikanten Martin Classen errichtet, weswegen es anfangs Burghaus Classen genannt wurde. 1920 kaufte Hubert Etschenberg das Haus, jetzt allgemein als Haus Ficht bezeichnet, und nutzte es als Mietobjekt. Bereits fünf Jahre später wurde es von Emil Brauer senior, Gründer und Inhaber der Aachener Schirmfabrik Brauer, erworben, der es von den Architekten Josef Bachmann und Alexander Lürken grundlegend sanieren ließ, die auch anschließend sein Fabrikgebäude in der Jülicher Straße entwarfen. 
Das Gebäude blieb bis 1998 und über drei Generationen hinweg im Besitz der Familie Brauer, bevor es durch den Architekten Karl Heinz Ritter grundlegend modernisiert und an einen neuen Käufer übertragen wurde.
Die Architektur des Hauses aus Bruchstein und Fachwerk orientiert sich an dem mittelalterlichen Burgenbau. Die Innenausstattung inklusive Wandbespannungen und Möblierung ist in großen Teilen erhalten. Das Gebäude steht unter Denkmalschutz.